# Liste der Bodendenkmäler in Eibelstadt
Auf dieser Seite sind die Bodendenkmäler in der unterfränkischen Stadt Eibelstadt zusammengestellt. Diese Tabelle ist eine Teilliste der Liste der Bodendenkmäler in Bayern. Grundlage ist die Bayerische Denkmalliste, die auf Basis des Bayerischen Denkmalschutzgesetzes vom 1. Oktober 1973 erstmals erstellt wurde und seither durch das Bayerische Landesamt für Denkmalpflege geführt wird. Die folgenden Angaben ersetzen nicht die rechtsverbindliche Auskunft der Denkmalschutzbehörde.

## Bodendenkmäler in Eibelstadt
| Lage       | Objekt                                                                                       | Akten-Nr.     | Bild |
| ---------- | -------------------------------------------------------------------------------------------- | ------------- | ---- |
| (Standort) | Vorgeschichtliche Grabhügel.                                                                 | D-6-6226-0056 |      |
| (Standort) | Körpergräber vor- und frühgeschichtlicher Zeitstellung.                                      | D-6-6226-0057 |      |
| (Standort) | Untertägige Bauteile der spätmittelalterlichen Kath. Pfarrkirche St. Nikolaus von Eibelstadt | D-6-6226-0058 |      |
| (Standort) | Mittelalterliche und neuzeitliche Körpergräber.                                              | D-6-6226-0059 |      |
| (Standort) | Archäologische Befunde des Mittelalters und der frühen Neuzeit im Bereich der Altstadt       | D-6-6226-0245 |      |
| (Standort) | Archäologische Befunde                                                                       | D-6-6226-0246 |      |
| (Standort) | Archäologische Befunde im Bereich des staufischen Adelssitzes „Turmhof“                      | D-6-6226-0247 |      |
| (Standort) | Archäologische Befunde im Bereich der frühneuzeitlichen Kath. Hl.-Kreuz-Kapelle              | D-6-6226-0248 |      |
| (Standort) | Archäologische Befunde im Bereich der frühneuzeitlichen Friedhofskapelle in Eibelstadt       | D-6-6226-0249 |      |
| (Standort) | Künstlicher Hügel, sog. „Aschenhügel“, im Kern vermutlich Turmhügel, des Mittelalters.       | D-6-6226-0278 |      |